# Dendropanax heterophyllus
Dendropanax heterophyllus là một loài thực vật có hoa trong Họ Cuồng cuồng. Loài này được (Marchal) Frodin mô tả khoa học đầu tiên năm 2003 publ. 2004.